# 夏田鐘甲
夏田 鐘甲（なつだ しょうこう、1916年10月1日 - 2014年9月18日）は、日本のクラシック音楽の作曲家。旧姓名、禹鍾甲（우종갑）。

## 人物・来歴
朝鮮、江原道（現韓国領）江陵生まれ。平壌師範学校へ進んだ後、1942年帝国音楽学校本科を卒業。作曲を諸井三郎、池内友次郎に師事する。
作曲家の夏田昌和は息子である。

## 主要作品

### 管弦楽
- 1952年、『管弦楽のための三楽章』で日本音楽コンクール作曲部門第1位入賞。
- 1965年、『管弦楽のための伽藍』がTBS賞特賞入賞。
- 1967年、「21世紀の日本」音楽の部で、『管弦楽のための三楽章“昌慶”』が最優秀賞（総理大臣賞）を受賞。

他

### 吹奏楽
- 吹奏楽のためのファンタジー

他